# 張維嶤
張維嶤（？—？），字子及，號右明，福建泉州府晋江县人，明朝政治人物。

## 生平
万历二十五年（1597年）丁酉科福建乡试舉人，三十二年（1604年）甲辰科进士，大理寺觀政，初授長沙府推官，三十四年主考四川，三十八年大理評事，三十九年升户部屯田司主事，管鳳陽寺仓。

## 家族
曾祖張文英，壽官；祖張志遜；父張守簡；母莊氏。